# Populieren (Monet)
Populieren is een serie schilderijen gemaakt door de Franse kunstschilder Claude Monet in de zomer en herfst van 1891.
De prachtige bomen stonden in een moeras langs de oevers van de rivier de Epte een paar kilometer stroomopwaarts van Monets huis en atelier in Giverny.
Er waren drie groepen van schilderijen. In een groep hebben de schilderijen hoge populieren tot de bovenste rand van het doek. In een andere groep zijn er zeven bomen, en in weer een andere groep drie of vier populieren. De bomen waren eigendom van de gemeente Limetz die de bomen wilde kappen nog voor Monet zijn schilderijen had afgerond. Monet werd gedwongen de bomen te kopen omdat hij nog niet klaar was met zijn schilderijen. Daarna verkocht hij de bomen aan een houtkoopman.

## Galerij

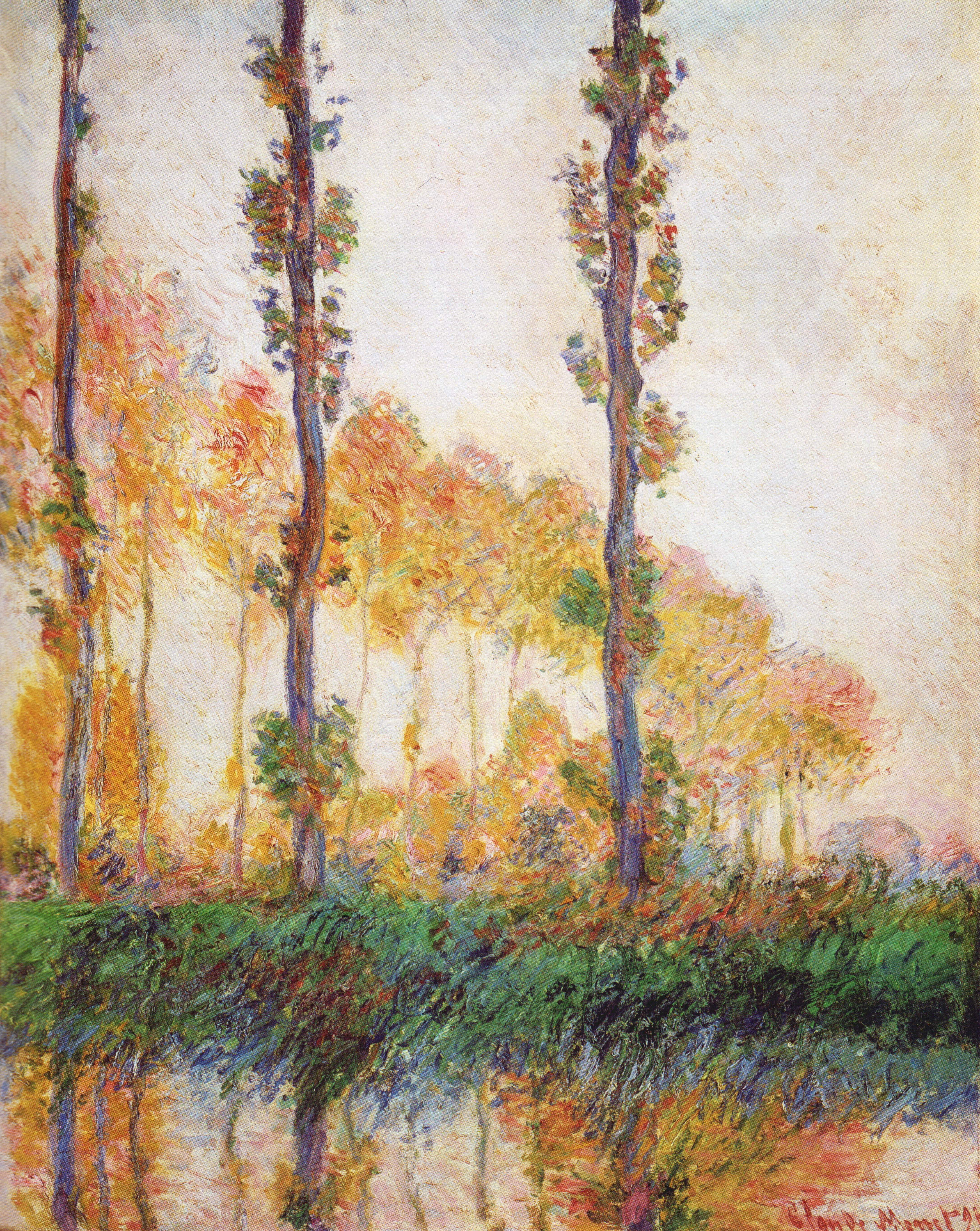
Populieren (Herfst), 1891
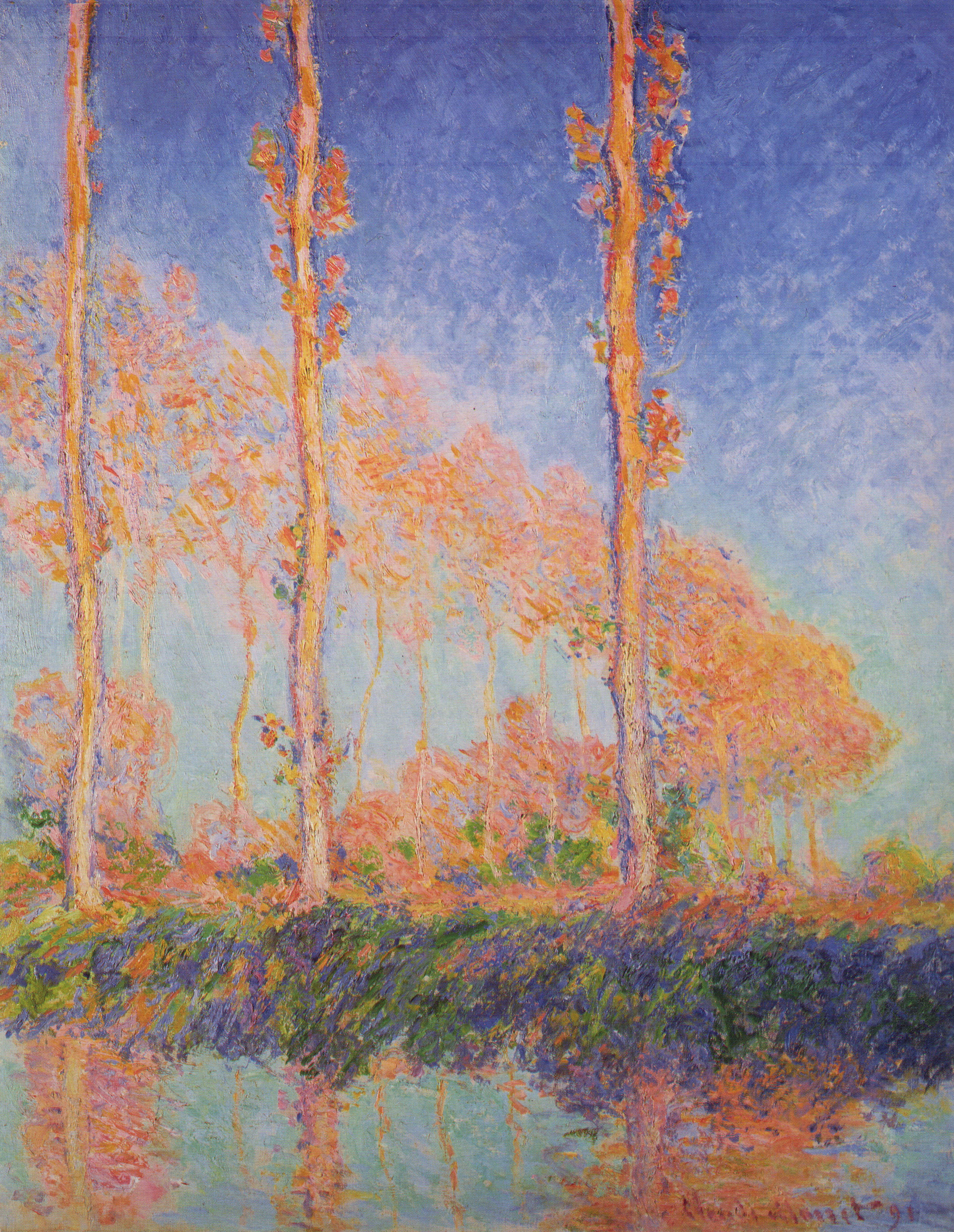
Populieren (Herfst), 1891, Philadelphia Museum of Art
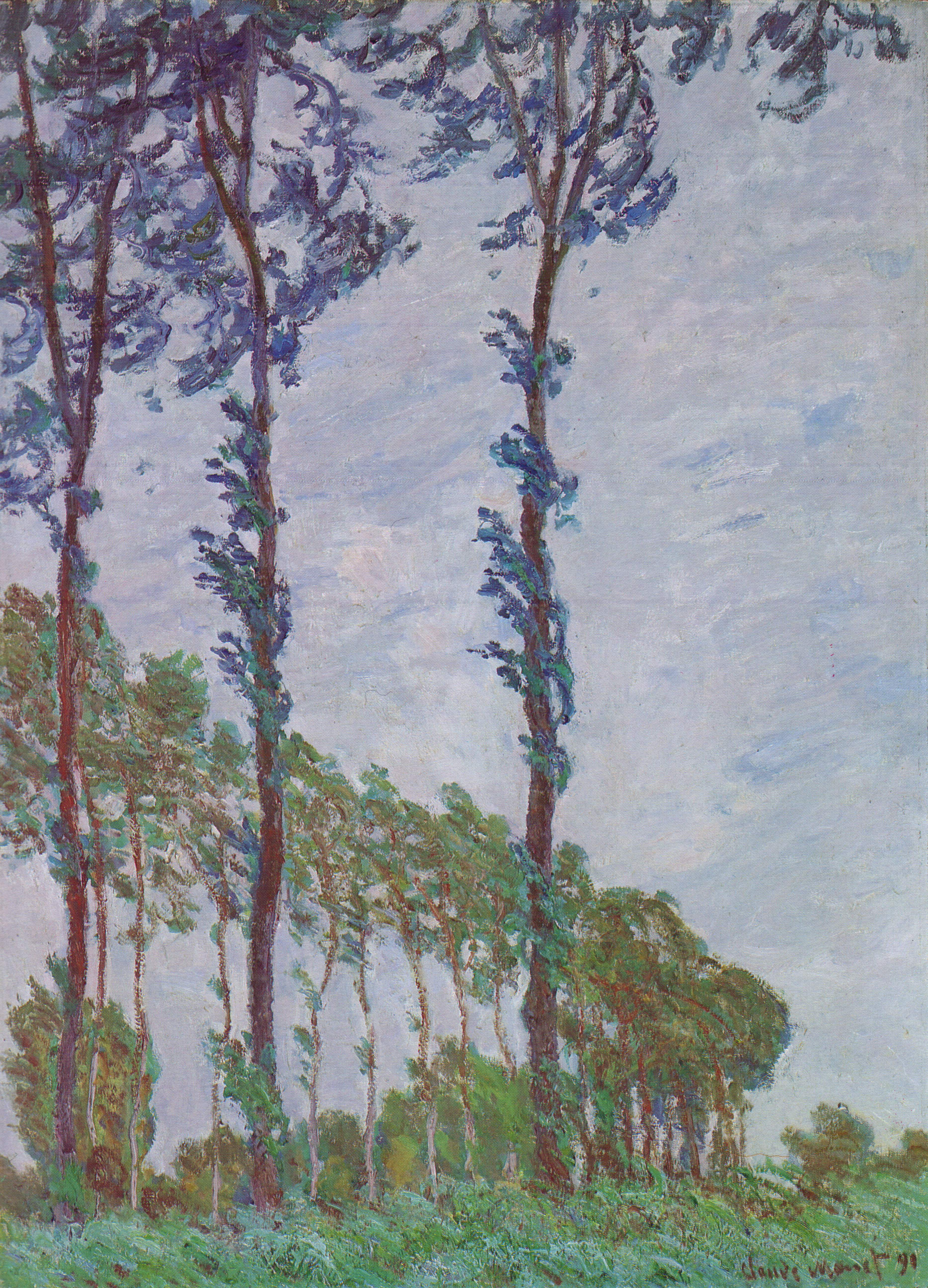
Populieren (Wind effect), 1891
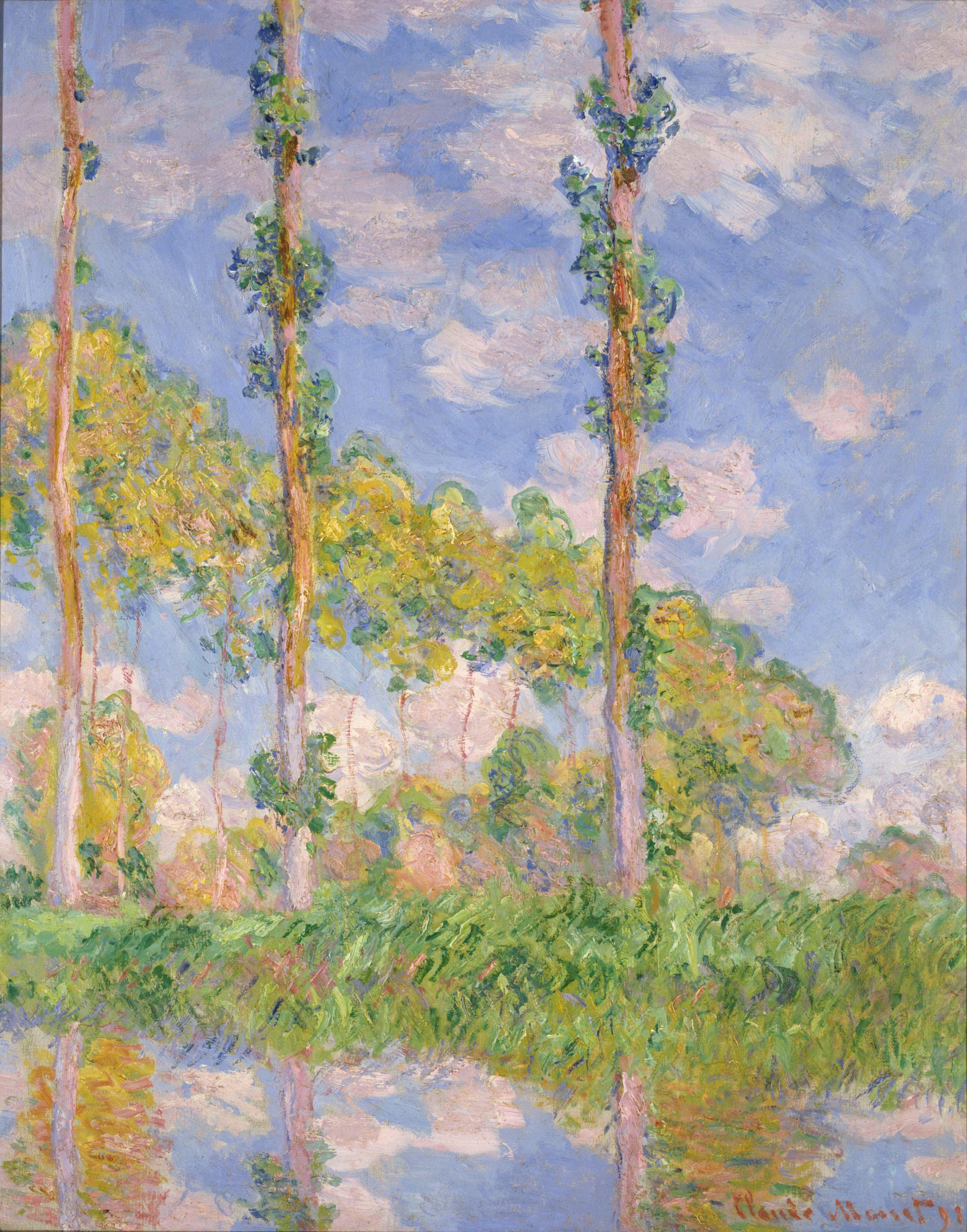
Populieren in de zon, 1891, National Museum of Western Art, Tokio

Camille (1866) · Vrouwen in de tuin (ca. 1866) · Vrouw in een tuin (1867) · Terras in Sainte-Adresse (1867) · Regatta bij Sainte-Adresse (1867) · Het strand van Sainte-Adresse (1867) · Madame Louis Joachim Gaudibert (1868) · Bain à la Grenouillère (1869) · Hôtel des Roches Noires (1870) · Huizen aan de Achterzaan (1871) · Regatta bij Argenteuil (ca. 1872) · Impression, soleil levant (1873) · De spoorbrug bij Argenteuil (1873) · Camille Monet gezeten op een tuinbank (1873) · Klaprozen (1873) · Boulevard des Capucines (1873) · De lunch (1873-1874) · De brug bij Argenteuil (1874) · Le Pont de l'Europe, gare Saint-Lazare (1877) · Het Parc Monceau (1878) · De Rue Montorgueil in Parijs (1878) · Camille op haar sterfbed (1879) · Vrouw met parasol (1886)
Series: Hooibergen (1890-91) · Kathedraal van Rouen (1890-94) · Populieren (1891) · Londen, de parlementsgebouwen (1900-1904) · Waterlelies (ca. 1897 - 1926)